# Severinia
Severinia — рід богомолів родини Toxoderidae. Невеликі богомоли, поширені в Північній Африці, на Близькому Сході та в Центральній Азії. Описано 8 видів.

## Опис
Середнього розміру богомоли з тонким тілом. Голова широка, на верхівці з горбком у самиць. Фасеткові очі кулясті, опуклі. Передньоспинка тонка, довша за передні тазики, задня частина бокових країв з дрібними зубцями. Тазики передніх ніг у самців затуплені, у самиць — із зубцями. Передні стегна тонкі, з 4 дискоїдальними та 4 зовнішніми шипами. Передні гомілки — з 7-8 шипами. Обидві пари крил у самців розвинені, прозорі, дещо не досягають кінця черевця. Крила самиць укорочені, надкрила напівнепрозорі, задні крила дуже темні. Черевце довге з довгими сегментами. Задні крила непрозорі. Церки короткі та конічні.

## Спосіб життя
Мешкають у сухих біотопах, переважно серед трав та чагарників.

## Ареал та різноманіття
До роду належать 8 видів:
- Severinia granulata Saussure, 1870
- Severinia lemoroi Finot, 1893
- Severinia mistshenkoi Lindt, 1954
- Severinia nigrofasciata Kaltenbach, 1982
- Severinia obscurus Lindt, 1968
- Severinia popovi Kaltenbach, 1982
- Severinia turcomaniae Saussure, 1872 (включно з 7 підвидами) - Казахстан, Туркменістан, Таджикистан, Монголія, Афганістан, Росія (Астраханська область)
- Severinia ullrichi Ehrman, 1996